# Amerikai Szamoa a 2011-es úszó-világbajnokságon
Amerikai Szamoa a 2011-es úszó-világbajnokságon három versenyzővel vett részt.

## Úszás
Férfi
| Versenyző      | Esemény                        | Selejtező | Selejtező | Elődöntő          | Elődöntő          | Döntő             | Döntő             |
| Versenyző      | Esemény                        | Idő       | Helyezés  | Idő               | Helyezés          | Idő               | Helyezés          |
| -------------- | ------------------------------ | --------- | --------- | ----------------- | ----------------- | ----------------- | ----------------- |
| Wei Ching Maou | Férfi 50 méteres gyorsúszás    | 27.73     | 92        | Nem jutott tovább | Nem jutott tovább | Nem jutott tovább | Nem jutott tovább |
| Wei Ching Maou | Férfi 50 méteres pillangóúszás | 31.29     | 53        | Nem jutott tovább | Nem jutott tovább | Nem jutott tovább | Nem jutott tovább |

Női
| Versenyző        | Esemény                       | Selejtező | Selejtező | Elődöntő          | Elődöntő          | Döntő             | Döntő             |
| Versenyző        | Esemény                       | Idő       | Helyezés  | Idő               | Helyezés          | Idő               | Helyezés          |
| ---------------- | ----------------------------- | --------- | --------- | ----------------- | ----------------- | ----------------- | ----------------- |
| Megan Fonteno    | Női 50 méteres gyorsúszás     | 26.46     | 35        | Nem jutott tovább | Nem jutott tovább | Nem jutott tovább | Nem jutott tovább |
| Megan Fonteno    | Női 100 méteres gyorsúszás    | 57.85     | 43        | Nem jutott tovább | Nem jutott tovább | Nem jutott tovább | Nem jutott tovább |
| Loreen Whitfield | Női 100 méteres pillangóúszás | 1:04.82   | 41        | Nem jutott tovább | Nem jutott tovább | Nem jutott tovább | Nem jutott tovább |
| Loreen Whitfield | Női 200 méteres vegyesúszás   | 2:31.97   | 37        | Nem jutott tovább | Nem jutott tovább | Nem jutott tovább | Nem jutott tovább |